# Кивать (Сурский район)
Кивать — село в Никитинском сельском поселении Сурского района Ульяновской области России.

## География
Село расположено на левом берегу реки Барыш в месте впадения в неё её левого притока — речки Киватки. До центра поселения — села Никитино — 5 километров.

## Название
Название получило по реке Киватке. Киватка же происходит от мордовского кев (камень) и вад (вода) и соответствует русскому топониму «Каменка» (река с каменистым руслом).

## История
Кивать появилась при строительстве Симбирско-Карсунской черты, в 1647 году, как Киватская (Кивацкая) слобода, в которой жили станичные конные казаки. Рядом с ней же находилась деревня  Мордовская Ардаева Кивать тож (д. Кивать), а в ней жила служилая станичная мордва, затем из этой деревни перевелись в другое место, где основали село Кивать.
Согласно описям стольника Ивана Вельяминова, произведённым в 1685—1687 годах, в Кивати в то время была деревянная церковь Пречистой Богородицы Владимирской.
В 1696 году служилые казаки были переведены вместе с семьями из слободы в город Азов, а слобода отдана в поместье стольнику Федору Федоровичу Плещееву, который поселил в ней 25 дворов своих крестьян, переведенных из села Чебаряпа (ныне Чеботаевка) и деревни Черленовой (ныне Черненово) Алатырского уезда .
В 1780 году село Богородское Киватская Слобода, при речке Барыше и Киватке, крестьяне отписных из помещиков крестьян, слобода была передана из Синбирского в Котяковский уезд.
В 1859 году село Кивать, удельных крестьян, входило в Карсунский уезд Симбирской губернии, в котором в 71 дворе жило 614 человек, имелась церковь.
В 1898 году село числилось в Усть-Уренской волости Корсунского уезда; в нём была школа и церковь.
В 1900 году на месте прежнего, существовавшего с 1788 года, прихожанами был построен деревянный храм во имя св. великомученика Димитрия Солунского.
В 1918—1954 годах село было центром Киватского сельсовета, несколько раз переходившего из района в район (в Астрадамовском районе (1939 - 1960 гг.)).
В 1946-1959 гг. в селе существовал колхоз "Якорь" Киватского с/с Астрадамовский район.
В 1954 году сельсовет был объединён с Никитинским сельсоветом.
На 2003 год было в Выползовском сельсовете.
В 2004 году передано в состав Никитинского сельского поселения.
В настоящее время в селе проживает менее 100 человек, имеется ФАП.

## Население
| 2010 |
| ---- |
| 81   |

- В 1780 году при образовании Симбирского наместничества в селе насчитывалось 212 душ[8].
- В 1859 году — 614 душ (291 мужских и 323 женских) в 73 дворах[17].
- В 1898 году — 738 душ (331 мужских и 401 женская) в 133 дворах[11].
- В 1900 году в 132 дворах жило: 313 м. и 369 ж.; сверх того раскольников 40 м. и 45 ж.[12]
- В 2002 году — 141 человек (65 мужчин и 76 женщин), подавляющее большинство — русские[18].